# اداوی، نیجریه
اداوی، نیجریه (به لاتین: Adavi, Nigeria) یک سکونتگاه مسکونی در نیجریه است که در ایالت کوگی واقع شده‌است.

## خصوصیات
اداوی ۷۱۸ کیلومترمربع مساحت و ۲۰۲٬۱۹۴ نفر جمعیت دارد.